# الصرة (عفرين)
الصرة قرية سوريّة تتبع إداريّاً لمحافظة حلب منطقة عفرين ناحية معبطلي، بلغ تعداد سكانها 276 نسمة حسب التعداد السكاني لعام 2004.